# Египет на Сурдлимпийских играх
Египет участвует в летних Сурдлимпийских играх с Игр 2013 года, в зимних Сурдлимпийских играх до настоящего времени не участвовали.

## Медальный зачёт

### Медали летних Сурдлимпийских игр
| Год  | Золото | Серебро | Бронза | Всего |
| 2017 | 0      | 0       | 1      | 1     |